# 1998-as labdarúgó-világbajnokság (döntő)
Az 1998-as labdarúgó-világbajnokság döntőjét a Stade de France-ban rendezték, amely 1998. július 12-én 21 órakor kezdődött. A mérkőzés győztese nyerte a 16. labdarúgó-világbajnokságot. A mérkőzésen az 1994-ben győztes, és korábbi négyszeres világbajnok Brazília, valamint az első ízben világbajnoki döntőt játszó Franciaország játszott.
A mérkőzést a hazai környezetben játszó Franciaország 3–0-ra nyerte, története során először lett világbajnok. Franciaország a sportág történetének hetedik világbajnoka lett, és ez volt a hatodik olyan világbajnokság, amely a hazai csapat győzelmével ért véget. Három gólos különbségű győzelem a vb-döntők történetében e döntőt megelőzően az 1970-es vb-döntőben volt utoljára, amikor Brazília 4–1-re nyert Olaszország ellen.
Zinédine Zidane a döntőben két gólt szerzett, e döntőt megelőzően utoljára az 1978-as döntőben Mario Kempes szerzett vb-döntőben két gólt.

## Út a döntőig

### Eredmények
| Csapat   | M | Gy | D | V | G+ | G– | Gk | P |
| -------- | - | -- | - | - | -- | -- | -- | - |
| Brazília | 3 | 2  | 0 | 1 | 6  | 3  | +3 | 6 |
| Norvégia | 3 | 1  | 2 | 0 | 5  | 4  | +1 | 5 |
| Marokkó  | 3 | 1  | 1 | 1 | 5  | 5  | 0  | 4 |
| Skócia   | 3 | 0  | 1 | 2 | 2  | 6  | -4 | 1 |

| Csapat                  | M | Gy | D | V | G+ | G– | Gk | P |
| ----------------------- | - | -- | - | - | -- | -- | -- | - |
| Franciaország           | 3 | 3  | 0 | 0 | 9  | 1  | +8 | 9 |
| Dánia                   | 3 | 1  | 1 | 1 | 3  | 3  | 0  | 4 |
| Dél-afrikai Köztársaság | 3 | 0  | 2 | 1 | 3  | 6  | -3 | 2 |
| Szaúd-Arábia            | 3 | 0  | 1 | 2 | 2  | 7  | -5 | 1 |

## A mérkőzés
| 1998. július 12. 21:00 (CEST) |

| Brazília | 0–3               | Franciaország              |
| -------- | ----------------- | -------------------------- |
|          | (0–2) Jegyzőkönyv | Zidane 27' 45+1' Petit 90' |

| Stade de France, Saint-Denis Nézőszám: 80 000 Játékvezető: Szaíd Belqola (marokkói) |

| Brazília | Franciaország |

| KA                   | 1  | Cláudio Taffarel |     |     |
| JV                   | 2  | Cafu             |     |     |
| KV                   | 3  | Aldair           |     |     |
| KV                   | 4  | Júnior Baiano    | 33' |     |
| BV                   | 6  | Roberto Carlos   |     |     |
| KKP                  | 5  | César Sampaio    |     | 73' |
| KKP                  | 8  | Dunga (csk)      |     |     |
| TKP                  | 10 | Rivaldo          |     |     |
| TKP                  | 18 | Leonardo         |     | 46' |
| KCS                  | 20 | Bebeto           |     |     |
| KCS                  | 9  | Ronaldo          |     |     |
| Cserék:              |    |                  |     |     |
| KP                   | 19 | Denílson         |     | 46' |
| CS                   | 21 | Edmundo          |     | 73' |
| Szövetségi kapitány: |    |                  |     |     |
| Mário Zagallo        |    |                  |     |     |

| KA                   | 16 | Fabien Barthez         |          |     |
| JV                   | 15 | Lilian Thuram          |          |     |
| KV                   | 8  | Marcel Desailly        | 48′, 68′ |     |
| KV                   | 18 | Frank Lebœuf           |          |     |
| BV                   | 3  | Bixente Lizarazu       |          |     |
| VKP                  | 7  | Didier Deschamps (csk) | 39'      |     |
| KKP                  | 19 | Christian Karembeu     | 56'      | 57' |
| KKP                  | 17 | Emmanuel Petit         |          |     |
| TKP                  | 10 | Zinédine Zidane        |          |     |
| TKP                  | 6  | Youri Djorkaeff        |          | 74' |
| KCS                  | 9  | Stéphane Guivarc’h     |          | 66' |
| Cserék:              |    |                        |          |     |
| KP                   | 14 | Alain Boghossian       |          | 57' |
| CS                   | 21 | Christophe Dugarry     |          | 66' |
| KP                   | 4  | Patrick Vieira         |          | 74' |
| Szövetségi kapitány: |    |                        |          |     |
| Aimé Jacquet         |    |                        |          |     |

| Asszisztensek: Mark Warren (angol) Achmat Salie (dél-afrikai) Negyedik játékvezető: Abd er-Rahmán ez-Zejd (Szaúd-arábiai) |

| Az 1998-as labdarúgó-világbajnokság győztese |
| -------------------------------------------- |
| · Franciaország · 1. cím                     |